# Mangano (Acireale)
Mangano è una frazione del comune di Acireale, nella Città metropolitana di Catania. Si trova sul confine settentrionale del territorio comunale, lungo la Strada Statale 114, tra Guardia e San Leonardello.

## Storia
Prende il nome da un antico fondaco mantenuto nel XVI secolo da tale Pietro Mangano. Fin dalla fondazione del villaggio esisteva un luogo di culto dedicato alla Madonna di Porto Salvo, poi demolito nel 1778 per edificare la nuova chiesa, poi elevata a coadiutrice del Duomo di Acireale nel 1825 e a chiesa parrocchiale nel 1922.

## Monumenti e luoghi d'interesse
- Chiesa di Santa Maria di Porto Salvo, via Tolmezzo, 6